# پرتقال و لیمو
پرتقال و لیمو (انگلیسی: Oranges and Lemons) یک فیلم کمدی صامت آمریکایی است که در سال ۱۹۲۳ منتشر شد.

## بازیگران
- استن لورل
- ادی بیکر
- کاترین گرانت
- سمی بروکس
- جیمز فینلیسون
- جرج رو